# Panajótisz Glíkosz
Panajótisz Glíkosz (görögül: Παναγιώτης Γλύκος) (Vólosz, 1986. október 10. –) görög válogatott labdarúgó, jelenleg a PAÓK játékosa. Posztját tekintve kapus.

## Külső hivatkozások
- Panajótisz Glíkosz a national-football-teams.com honlapján